# Befestigung auf der Zottaschen
Die Befestigung auf der Zottaschen ist ein Burgstall bei Bad Berneck im Fichtelgebirge.

## Geographische Lage
Der Burgstall liegt auf der Kuppe des Zottaschen genannten Berges an der ehemaligen Grenze zwischen Micheldorfer Flur und Bernecker Flur. Micheldorf, das aufgrund der Endung -dorf wohl vor dem Jahr 1000 gegründet wurde, liegt in etwa 400 Meter Entfernung. Die wahrscheinlich karolingisch-ottonische Abschnittsbefestigung auf der Hohen Warte ist rund einen Kilometer entfernt. Im Tal folgt die Bundesstraße 2 dem Verlauf der ehemaligen via imperii.

## Geschichte und Deutung der Anlage
Die Wehranlage wurde erstmals im Landbuch von 1536 als Burgstall erwähnt. 
Hellmut Kunstmann klassifiziert diese als Vorläufer der Turmhügel, also einer Motte und früheste Wehranlage im Bereich des walpotischen Herrschaftsgebietes um Berneck. Sie verweist nach Kunstmann auf die Zeit der Erschließung des Gebietes. Winkler sieht eine Entstehungszeit der von ihm als Burg klassifizierten Befestigung spätestens im beginnenden 11. Jahrhundert. Auch eine Deutung als Wartturm in Zusammenhang mit der Abschnittsbefestigung Hohe Warte wurde erwogen.
Das Bayerische Landesamt für Denkmalpflege verzeichnet das Bodendenkmal als mittelalterlichen Burgstall unter der Denkmalnummer D-4-5935-0080.

## Baubestand
Hellmut Kunstmann konnte die mittlerweile abgegangene Anlage noch beschreiben. Den Mittelpunkt des Burgstalls bildete eine kreisförmige Vertiefung von nur etwa fünf Metern Durchmesser. Eng um diesen wohl als Turm zu rekonstruierenden Teil führte ein Wall von maximal 1,6 Metern Höhe. Spuren von Gräben waren nicht mehr vorhanden.